# Success Story
Pistes de The Who By Numbers
Imagine a Man They Are All in Love
Success Story est une chanson du groupe britannique The Who, parue à la sixième piste de l'album The Who By Numbers datant de 1975.

## Caractéristiques
C'est la seule contribution du bassiste John Entwistle à The Who By Numbers. On y entend une ligne basse proéminente, assez distordue, avec un riff répétitif soutenant presque toute la chanson. Il s'agit de la première chanson des Who jouée avec une basse 8 cordes. Keith Moon livre une partie de batterie assez classique. Les couplets sont chantés par Roger Daltrey, tandis que John Entwistle chante les ponts, usant parfois de son grunt utilisé également sur Boris the Spider.
Les paroles sont une vision humoristique et désabusée de la condition de star du rock. On peut y lire une pique envers les penchants spiritualistes de Pete Townshend, mais également une allusion aux penchants sexuels de Kit Lambert, ex-manager du groupe avec lequel les Who se livraient à une bataille juridique (I'm your fairy manager, you shall play the Carnegie Hall : « je suis ton manager gay, tu devrais jouer au Carnegie Hall »). L'atmosphère de la chanson et son ton résigné ne déparent pas des autres titres de l'album, assez sombres.